# Hydroeciodes plugmona
Hydroeciodes plugmona är en fjärilsart som beskrevs av Dyar 1927. Hydroeciodes plugmona ingår i släktet Hydroeciodes och familjen nattflyn. Inga underarter finns listade i Catalogue of Life.